# Colladonus commissus
Colladonus commissus är en insektsart som beskrevs av Van Duzee 1917. Colladonus commissus ingår i släktet Colladonus och familjen dvärgstritar. Inga underarter finns listade i Catalogue of Life.